# 眼窩下孔
眼窩下孔（がんかかこう）は眼窩下管の出口。眼窩下動脈、眼窩下静脈、眼窩下神経が通る。犬歯窩上方で、眼窩下縁中央の1cm下方にある。
眼窩下動脈、前上歯槽動脈、後上歯槽動脈への麻酔を目的とし、口腔内または同部の皮膚から眼窩下孔に麻酔薬を注入する眼窩下孔注射法がある。

## 画像

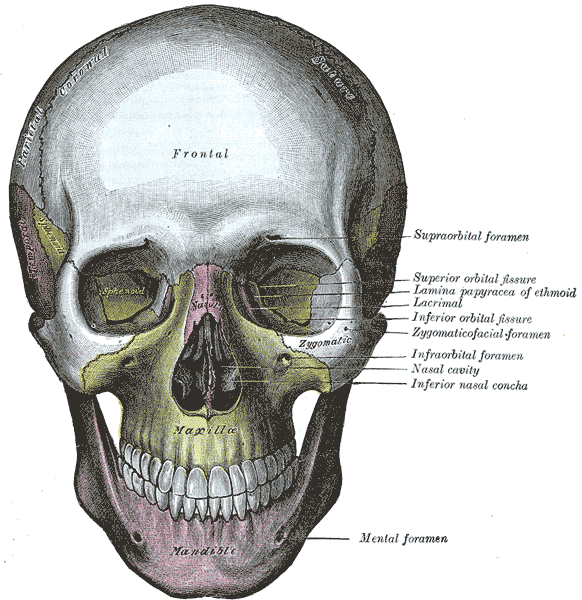
The skull from the front. (Infraorbital foramen labeled at center right, under the eye.)